# Wentorfer Lohe

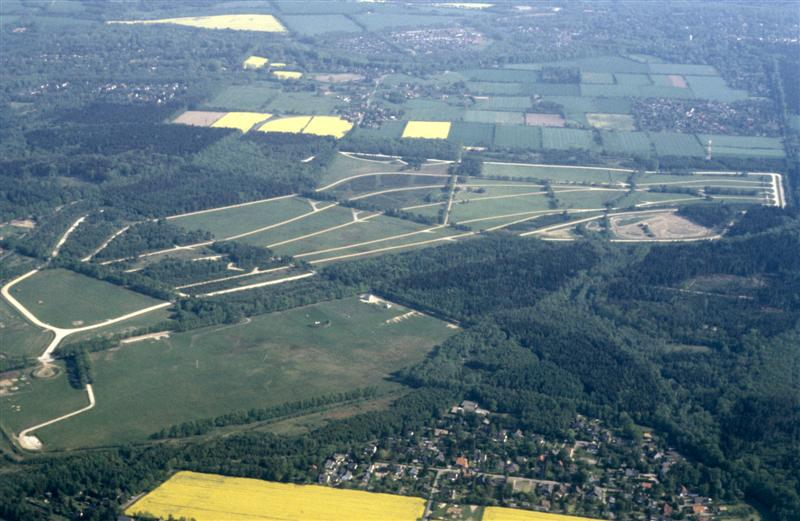
Luftbild (1989)

Die Wentorfer Lohe ist ein ehemaliger Standortübungsplatz und Nationales Naturerbe nordöstlich des ehemaligen Garnisonsorts Wentorf bei Hamburg. Außer an Wentorf grenzt sie an die Gemeinde Wohltorf und an den Börnsener Ortsteil Neu-Börnsen. 

## Geschichte
Vor der militärischen Nutzung wurden die Flächen durch Bauern bewirtschaftet. Bis zum Umzug der Panzergrenadierbrigade 16 nach Wentorf um 1970 dominierten Tiere und Äcker das Gebiet. Bis Mitte der 1970er Jahre gab es kein richtiges Wegesystem. Der Übungsplatz hatte bis dato ebenfalls lediglich die Hälfte seiner heutigen Ausdehnung. Mit der Verlegung des Panzergrenadierbataillons 163 aus der Douaumont-Kaserne (heute Helmut-Schmidt-Universität) war deutlich, dass das bisherige Gelände den Übungsvorhaben nicht mehr entsprach. Man entschloss sich daher zu einer Vergrößerung und kaufte Flächen im Sachsenwald und in Wohltorf dazu. Die Bauern wurden enteignet, die Gebäude abgerissen. Überreste dieser Vergangenheit finden sich heute auf den Wiesen und den Knicks, die die Felder der Bauern eingrenzten.
Nach massivem Protest angrenzender Gemeinden über die Erweiterung wurde ebenfalls ein Wegesystem im Wert mehrerer Millionen DM angelegt. Fortan herrschte eine rege Nutzung durch die Bundeswehr in der Wentorfer Lohe. Mit nur circa 250 Hektar war die Lohe als militärischer Übungsplatz nicht sehr groß. Dennoch bot die Vielfalt aus Wiesen mit abwechselnden Waldstücken des Geländes für die in Wentorf stationierten Panzergrenadierbataillone die Möglichkeit, den militärischen Ernstfall zu üben.
Bis 1982 sorgte ein eigener Schäfer für die Wiesen- und Landschaftspflege. 1984 wurde dann auch das alte Schäferhaus abgerissen. Danach übernahm die Standortverwaltung Wentorf diese Aufgabe.
Mit Auflösung des Panzergrenadierbrigade 16 in den Standorten Wentorf und Elmenhorst (Lanken) in der ersten Hälfte der 1990er Jahre gab es keine in unmittelbarer Nähe stationierten Truppenteile mehr, die die Lohe hätten nutzen können. Bis zum 1. April 1997 war das Gelände weiterhin militärischer Sicherheitsbereich und wurde als Ausbildungsgelände des Bundesgrenzschutzes aus Ratzeburg und von verbliebenen Verbänden (Instandsetzungsbataillon 6) aus der Lettow-Vorbeck-Kaserne in Hamburg-Jenfeld und zeitweilig von Panzergrenadieren aus Bad Segeberg (PzGrenBtl 182) und Hamburg-Fischbek (PzGrenBtl 72) genutzt. Im Zuge weiterer Sparmaßnahmen wurde die militärische Nutzung Anfang 1997 aufgegeben. Danach versuchte die Bundesvermögensverwaltung, das Gelände zu veräußern. Die umliegenden Gemeinden erwogen zunächst, das Gelände selbst zu erwerben, sahen aber angesichts ihrer finanziellen Situation schließlich davon ab.
Trotz der Bestrebungen, das Gelände im Sinn des Naturschutzes sicherzustellen, wurden in der Zeit vom Oktober 2007 bis März 2008 umfangreiche und umstrittene Fällarbeiten durch die Bundesanstalt für Immobilienaufgaben durchgeführt. Dabei wurden 90 Prozent der Wertholzbestände – Buchen und Eichen – dem Gelände entnommen und dessen Charakter verändert.
Seit November 2011 ist die Stiftung Naturschutz Schleswig-Holstein Eigentümerin der Lohe. Ein Jahr später verabschiedeten die Stiftung und die angrenzenden Gemeinden ein Entwicklungskonzept zur Nutzung und naturschutzfachlichen Entwicklung des Geländes. Unter anderem sieht dieses Konzept vor, die Nadelholzbestände zugunsten von Laubmischwald zu verkleinern. Die Umsetzung des Konzepts dauerte noch 2019 an.

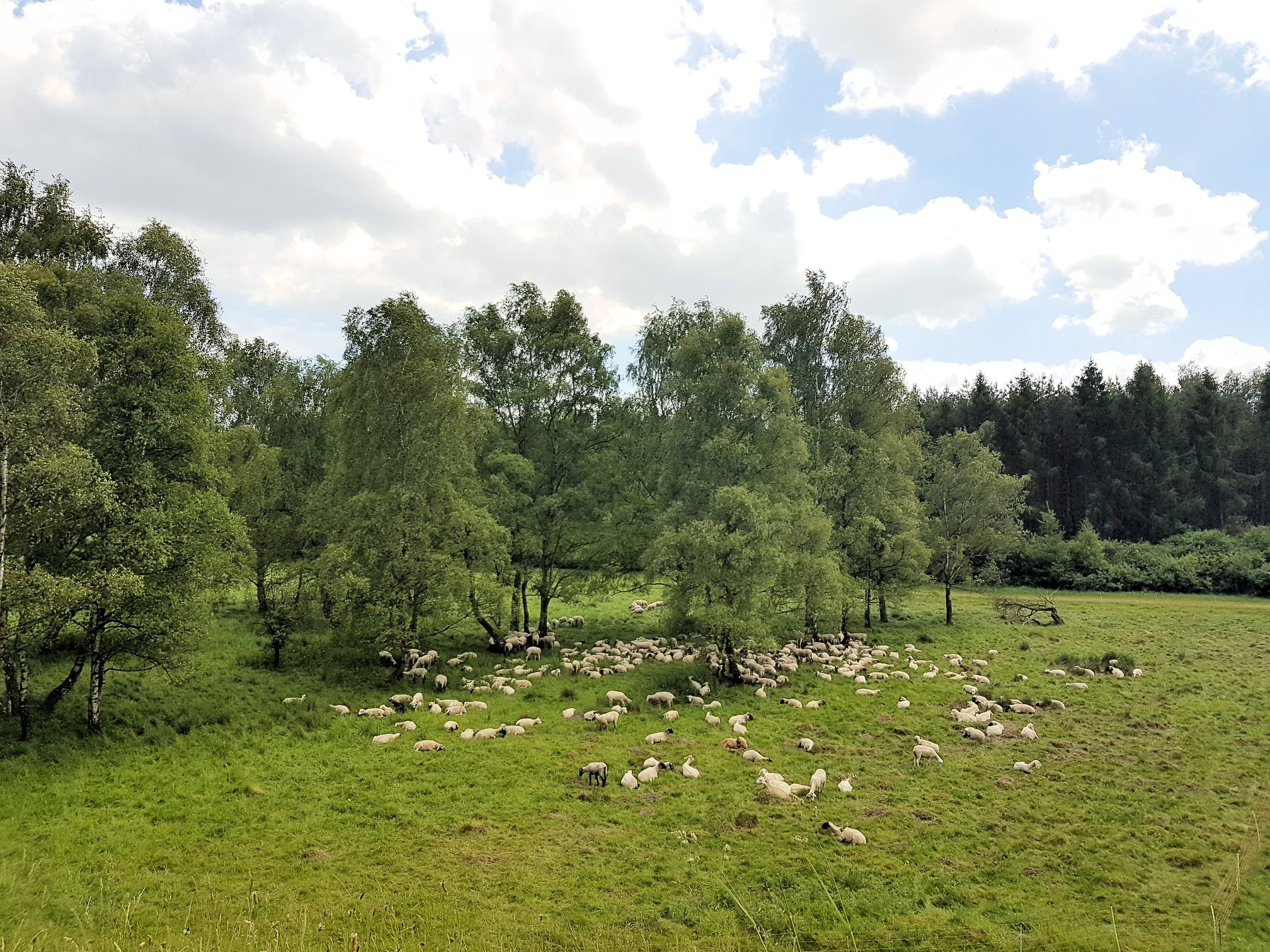
Schafherde in der Wentorfer Lohe
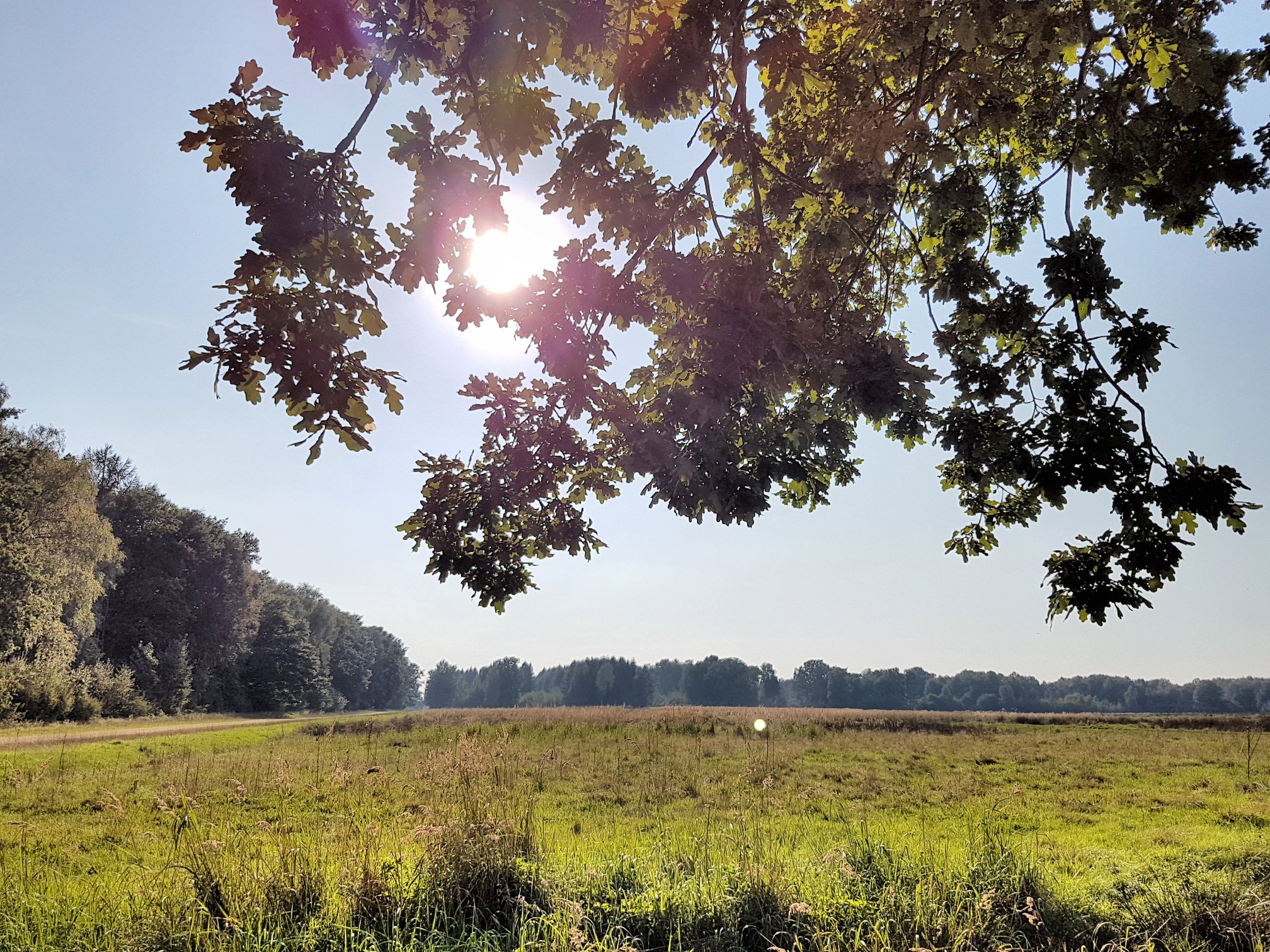
Blick auf die Wiesen in der Wentorfer Lohe
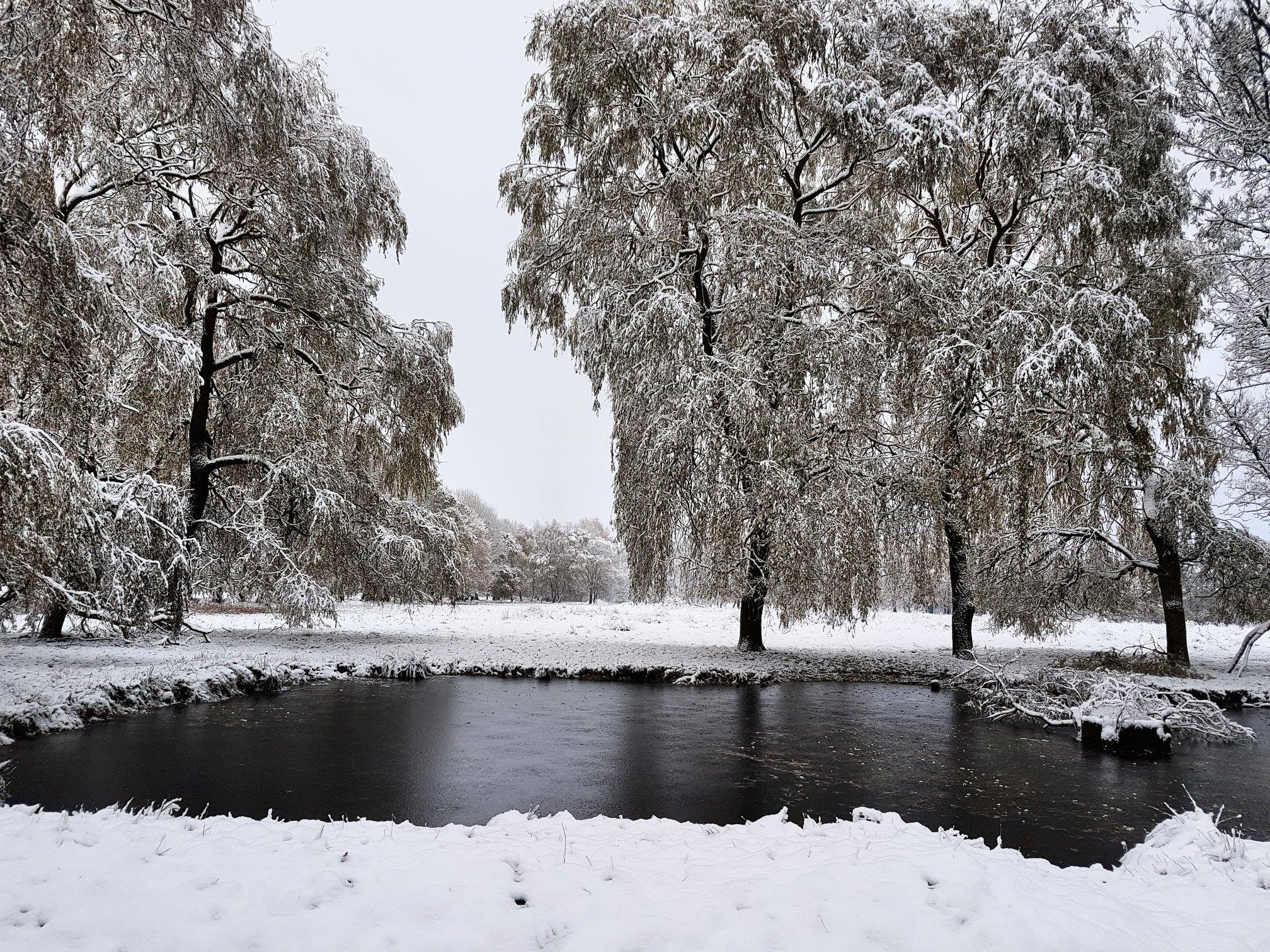
Wentorfer Lohe im Winter